# Abadia de Cuissy
A Abadia de Cuissy foi uma abadia Premonstratense na França, na diocese de Soissons, e foi uma das primeiras fundações da Ordem Premonstratense.

## História
A abadia estava situada em Cuissy-et-Geny, perto de Laon, no département de Aisne.
Foi fundada em 1118 por Luc de Roucy, cônego e decano de Laon, que se retirou para lá com alguns discípulos.
Em 1122, a comunidade aderiu à ordem dos cânones regulares premonstratenses, que acabava de ser fundada por Norberto de Xanten, e que uma casa havia sido construída em Laon com o apoio do bispo. A comunidade foi elevada à condição de abadia em 1124, com Luc como o primeiro abade.
Como uma das primeiras abadias premonstratenses, Cuissy, junto com a Abadia de St. Martin, Laon e a Abadia de Floreffe, foi uma das primarii inter pares.
Cuissy desenvolveu uma reputação de excepcional caligrafia e iluminação de manuscritos.
A igreja e as instalações monásticas foram quase totalmente reconstruídas em 1746, aparentemente sem deixar estruturas medievais.
A abadia foi dissolvida em 1790 durante a Revolução Francesa, e o local, após algum uso para fins industriais, foi abandonado. Algumas estruturas sobreviventes dos séculos XVII e XVIII foram classificadas como monumentos históricos desde 1928.